# Tulipa orphanidea
Tulipa orphanidea là một loài thực vật có hoa trong họ Liliaceae. Loài này được Boiss. ex Heldr. miêu tả khoa học đầu tiên năm 1862.